# 두코바니 원자력 발전소
두코바니 원자력 발전소(체코어: Jaderná elektrárna Dukovany)는 체코 두코바니 인근의 원자력 발전소이다. 체코슬로바키아에서 두 번째로 건설된 원자력 발전소로, 연간 14TWh의 전력을 체코 전력망에 공급한다.
현재 신규 원전 건설 사업이 진행 중에 있다.

## 특징
총 4개의 원자로로 구성되어 있다. 2011년 12월 31일 기준, 터빈 발전기 출력(총 용량)은 다음과 같으며, 순 용량은 기준 추정치이다.
| 호기 | 유형          | 순 용량      | 총 용량     | 초기 임계도 | 그리드 날짜 |
| ---- | ------------- | ------------ | ----------- | ----------- | ----------- |
| 1    | VVER-440 /213 | 475 메가와트 | 510메가와트 | 1985년 2월  | 1985년 8월  |
| 2    | VVER-440 /213 | 475 메가와트 | 510메가와트 | 1986년 1월  | 1986년 9월  |
| 3    | VVER-440 /213 | 475 메가와트 | 510메가와트 | 1986년 10월 | 1987년 5월  |
| 4    | VVER-440 /213 | 475 메가와트 | 510메가와트 | 1987년 6월  | 1987년 12월 |

2005년, 3호기는 총 용량 456MWe로 업그레이드되었고, 2007년에는 1호기와 4호기도 동일하게 업그레이드되었다. 3호기는 2009년 500MWe로 업그레이드되었다.

### 신규 원전
체코 정부는 2019년, 2035~2037년 사이에 폐쇄될 것으로 예상되는 4기의 원자력 발전소를 대체하기 위해 2035년경에 최소한 1기의 신규 원자력 발전소 건설에 대한 예비 승인을 내렸다. 2021년 1월 유럽 연합(EU) 및 북대서양조약기구(NATO) 회원국 보안 서비스의 조언에 따라 정치 및 보안상의 이유로 중국 기업은 입찰에서 제외되었다. 2021년 4월에는 2014년 Vrbětice 탄약 창고 폭발 사건의 가해자가 러시아 요원 2명이라는 주장이 제기되자 러시아의 로사톰사(社) 도 제외될 것이라고 발표되었다.
2021년 6월, 체코 산업통상부는 프랑스 전력공사(EDF), 미국의 웨스팅하우스, 대한민국의 한국수력원자력(한수원, KHNP)을 신규 건설에 대한 사전 자격 심사에 참여하도록 하였다. 2024년 7월 17일, 체코 정부는 한수원을 신규 원전 건설사업의 우선협상대상자로 선정하였다.

## 같이 보기
- 대한민국-체코 관계
- APR-1400